# Woodrow West
Woodrow West (né le 19 septembre 1985) est un gardien de football bélizien qui joue à Belize Defence Force FC.

## Carrière en club
Woodrow West fait ses débuts en 2004 avec les San Isidro Eagles. Il retombe dans l'anonymat pendant plusieurs années, avant de signer, en 2008, chez les Revolutionary Conquerors Dangriga, en deuxième division bélizienne. En 2010, il monte en première division bélizienne, en signant chez la Belize Defence Force.

## Carrière internationale
La même année où il signe en deuxième division bélizienne, Woodrow est sélectionné dans l'équipe nationale.
En juillet 2013, lui et son coéquipier Ian Gaynair, se font récompenser par la CONCACAF pour avoir refusé un pot-de-vin pour le match contre les États-Unis pour un match de la Gold Cup 2013.
Il détient 19 sélections au sein de l'équipe nationale.